# José Larraz López
José Larraz López (Saragossa, 27 d'abril de 1904- Madrid, 17 de novembre 1973) fou un jurista, economista, sociòleg, filòsof de la Història i intel·lectual cristià espanyol, ministre d'Hisenda d'Espanya en el segon govern presidit per Francisco Franco i constituït a la ciutat de Burgos, una vegada acabada la Guerra Civil Espanyola i tres setmanes abans de l'esclat de les hostilitats a Europa.

## Primers anys
Va estudiar per lliure la carrera de Dret en la Universitat Central de Madrid i al març de 1926, als vint-i-un anys, va ingressar amb el número 1 de la seva promoció en el Cos d'Advocats de l'Estat. Abans de finalitzar els estudis de Dret, el 1922, va iniciar la militància en l'activisme catòlic en participar en l'assemblea constituent del Partit Social Popular, primer partit democristià espanyol. Llicenciat en 1924, en els anys següents va viatjar a Bèlgica, becat per la Junta d'Ampliació d'Estudis, concretament en Institut de Sociologia Solvay, on s'orienta cap a l'economia, publicant en 1930 el seu llibre La evolución económica de Bélgica.

## Dictadura
Pertanyia al sector del catolicisme social disposat col·laborar amb la Dictadura de Primo de Rivera, es va incorporar a la Secretaria del Cap del Govern, gràcies a la mediació de José Calvo Sotelo, i en 1930 va entrar en el Servei d'Estudis del Banc d'Espanya. Amb l'arribada de la Segona República va centrar els seus esforços en l'Associació Catòlica Nacional de Propagandistes, en el consell de les quals rector figurava ja en 1935. Des de 1931 va dirigir la secció d'economia del diari catòlic El Debate i, a partir de 1936, va presidir el consell d'administració de l'Editorial Catòlica. El triomf de les dretes en les eleccions de 1933 va obrir les portes a la seva carrera en el camp de la política econòmica. Durant el segon bienni republicà va contribuir a reorganitzar el Consell Nacional d'Economia, la vicepresidència de la qual va ocupar des de 1934, va presidir la Comissió Redactora de les Bases per al Patrimoni Forestal, i en 1935 Joaquín Chapaprieta, atret per la seva "capacitat i competència indubtables”, el va situar al capdavant de la Comissaria Nacional del Blat.

## Guerra Civil
L'inici de la Guerra Civil Espanyola el va sorprendre a Madrid. Va aconseguir escapar de la capital després de buscar refugi en l'Ambaixada de Xile. En 1937 es va incorporar a la Junta Tècnica de l'Estat a Burgos, on va assumir la prefectura del Servei d'Estudis del Banc d'Espanya i en 1938 va ser nomenat Director General de Banca, Moneda i Canvi, al capdavant de la direcció del qual va aconseguir la repatriació de l'or físic espanyol dipositat al Banc de França.
Culmina aquesta etapa com a president del Comitè de Moneda Estrangera, nomenat en 1938.

## Postguerra
Larraz va arribar al cim de la seva carrera política el 9 de maig de 1939, en la primera reorganització ministerial de la postguerra, quan va accedir al Ministeri d'Hisenda d'Espanya.
De la seva gestió cal destacar la Llei de Desbloqueig del 7 de desembre de 1939, que va restaurar la unitat monetària, trencada durant la guerra. En aquest mateix any es va restablir el pagament del Deute i l'1 de maig de 1940 va aconseguir el retorn a una certa normalitat pressupostària.
Va culminar la seva obra en Hisenda la Llei de Reforma Tributària del 16 de desembre de 1940, que perseguia un triple objectiu: el millor coneixement de les bases tributàries, l'elevació dels tipus de gravamen, i la sistematització de la imposició sobre la despesa, mitjançant la refosa dels tributs indirectes dispersos en la Contribució d'usos i consums.
Larraz va dimitir en 1941, i encara que va al·legar motius de salut, la veritat és que va abandonar la cartera davant la seva discrepància amb el rumb que estava prenent la política econòmica de la dictadura.

## Procurador en Corts
Procurador en Corts designat pel Cap de l'Estat durant la I Legislatura de les Corts Espanyoles (1943-1946).

## Advocat
Retirat de la política activa, es va dedicar a l'exercici de l'advocacia, a la docència econòmica i als estudis filosòfics i humanístics, un tema aquest últim sobre el qual va realitzar nombroses publicacions. En els anys cinquanta va harmonitzar la seva vocació docent amb una clara aposta per l'obertura espanyola cap a Europa, a través de la societat "Estudios Económicos Españoles y Europeos", que va fundar en 1950. Es tractava d'una institució independent, que va reunir sota el control de Larraz a un nodrit grup d'experts, i que va arribar a publicar nou volums, entre 1951 i 1961, que estudiaven les diferents facetes de l'economia espanyola, abordant-les sempre des d'una dimensió europeista. Aquesta societat, d'altra banda, va ser un gran planter polític, pel qual va passar tot el grup de joves democristians que tindrien un notable pes polític en la Transició. Com a humanista cristià, Larraz va publicar diverses obres dedicades a la Comunomía o “Ciència del Bé Comú”. A aquest tema va estar dedicat el seu últim llibre: Humanística. (Para la sociedad atea, científica y distributiva), publicat el 1972. Va ser membre de la Reial Acadèmia de Jurisprudència i Legislació i de la Reial Acadèmia de Ciències Morals i Polítiques, de la qual va arribar a ser vicepresident el 1970. Va morir a Madrid, a l'edat de 69 anys.

## Obres
- La Hacienda pública y el Estatuto catalán, Madrid, Editorial Ibérica (1932).
- La época del mercantilismo en Castilla (1500-1700). Discurso de recepción del Académico de Número Excmo. Sr. D. José Larraz López (sesión del 5 de abril de 1943), Madrid, Real Academia de Ciencias Morales y Políticas.(1943)
- “Epílogo”, a R. Mazo (1947): Raimundo Fernández Villaverde, Madrid, Purcalla, pp. 179-188.(1947)
- “Bravo Murillo, hacendista”, en Discursos leídos en la Junta Pública inaugural del curso académico de 1952-53 para conmemorar el primer centenario de don Juan Bravo Murillo, Madrid, Real Academia de Ciencias Morales y Políticas, p. 81 y ss.(1952)
- Discurso pronunciado en el acto conmemorativo del centenario de la ley del 28 de enero de 1856, que confirió al establecimiento su actual nombre de Banco de España, Madrid, Banco de España.(1956)
- “Comunomía”, a Anales de la Real Academia de Ciencias Morales y Políticas, Año IX, cuaderno 1, número 31.(1957)
- “Anteproyecto sobre reorganización de las Reales Academias y deslinde de competencias con el Consejo Superior de Investigaciones Científicas”, Anales de la Real Academia de Ciencias Morales y Políticas, Año XV, Cuaderno único.(1963)
- Sobre el nuevo contexto de Europa, Madrid, Real Academia de Ciencias Morales y Políticas.(1968)
- Humanística. (Para la sociedad atea, científica y distributiva), Madrid, Editora Nacional.(1972)
- Memorias, Real Academia de Ciencias Morales y Políticas, Madrid.(2006)
- Política social y Bien común, Murcia, Ediciones Isabor. Antología al cuidado de Pablo Sánchez Garrido. Epílogo de Juan Velarde.(2011)